# نويشتات (دوسه)
نوياشتات (دوزه) (بالألمانية: Neustadt (Dosse)) هي مدينة و بلدة ألمانية تقع في ألمانيا في براندنبورغ.